# Arcade Fire
Arcade Fire – kanadyjski zespół indierockowy założony w 2003 roku w Montrealu przez małżeństwo Wina Butlera i Régine Chassagne. Pozostali członkowie to William Butler, Richard Reed Parry, Tim Kingsbury, Jeremy Gara i Sarah Neufeld. Arcade Fire osiągnął znaczącą pozycję na rynku i uznanie krytyków po wprowadzeniu na rynek pierwszego albumu Funeral z 2004. Członkowie zespołu używają takich instrumentów jak gitara, perkusja, gitara basowa, pianino, skrzypce, altówka, wiolonczela, kontrabas, ksylofon, dzwonki, keyboard, waltornia, akordeon, harfa, mandolina i lira korbowa. Większość tych instrumentów jest zabierana w trasę koncertową.
Arcade Fire wygrał wiele nagród włączając w to The 2011 Grammy Award za Album Roku, the 2011 Juno Award za Album Roku i the 2011 Brit Award za Najlepszy Międzynarodowy Album za ich trzeci studyjny album The Suburbs wydany w 2010, który odniósł komercyjny sukces. We wcześniejszych latach wygrali the 2008 Meteor Music Award za Najlepszy międzynarodowy Album and the 2008 Juno Award za Alternatywny Album Roku za ich drugi studyjny album, Neon Bible. Otrzymali również nominacje dla Najlepszego Alternatywnego Zespołu Grammy za ich trzy studyjne albumy.

## Muzycy

### Obecny skład zespołu
- Win Butler - śpiew, gitara elektryczna, gitara akustyczna, instrumenty klawiszowe, gitara basowa
- Régine Chassagne - śpiew, perkusja, instrumenty klawiszowe, akordeon, ksylofon, instrumenty perkusyjne
- Richard Reed Parry - gitara elektryczna, instrumenty klawiszowe, instrumenty perkusyjne, kontrabas, ksylofon
- Tim Kingsbury - gitara basowa, gitara elektryczna, gitara akustyczna
- Sarah Neufeld - skrzypce, aranżacje smyczków
- Jeremy Gara - perkusja, gitara, instrumenty klawiszowe

### Byli członkowie
- Howard Bilerman - perkusja
- Owen Pallett - skrzypce
- William Butler - gitara basowa, ksylofon, syntezatory, instrumenty perkusyjne

## Dyskografia

### Albumy
- Funeral (2004)
- Neon Bible (2007)
- The Suburbs (2010)
- Reflektor (2013)
- Everything Now (2017)
- WE (2022)
- Pink Elephant (2025)

### Single i EP-ki
- The Arcade Fire (EP) (2003, 2005)
- Neighborhood #1 (Tunnels) (2004)
- Neighborhood #2 (Laika) (2005) #30 Wielka Brytania
- Neighborhood #3 (Power Out) (2005) #26 Wielka Brytania
- Cold Wind (2005) #52 Wielka Brytania
- Rebellion (Lies) (2005) #19 Wielka Brytania
- Wake Up (2005) #29 Wielka Brytania
- Intervention (2006)
- Black Mirror (2007)
- Keep the Car Running (2007) #56 Wielka Brytania, #32 USA (Modern Rock), #18 Australia
- Intervention (2007)
- No Cars Go (2007)
- Poupée de cire, poupée de son (Split z LCD Soundsystem, 2007)
- The Suburbs (2010)
- Abraham's Daughter (2012)